# حسين بن علي (لاعب كرة قدم)
حسين بن علي هو لاعب كرة قدم مغربي في مركز الوسط، ولد في 15 أغسطس 1969 في المغرب. لعب مع المغرب التطواني ونادي بانيونيوس ونادي نيس.

## وصلات خارجية
- حسين بن علي على موقع رابطة كرة القدم الفرنسية للمحترفين (الإنجليزية)
- حسين بن علي على موقع قاعدة بيانات كرة القدم.إي يو (الإنجليزية)